# Psaphida
Psaphida is een geslacht van vlinders van de familie Uilen (Noctuidae), uit de onderfamilie Psaphidinae.

## Soorten
- P. electilis Morrison, 1875
- P. grotei Morrison, 1874
- P. resumens Walker, 1865
- P. thaxteriana Grote, 1874